# PKP řada Ty43

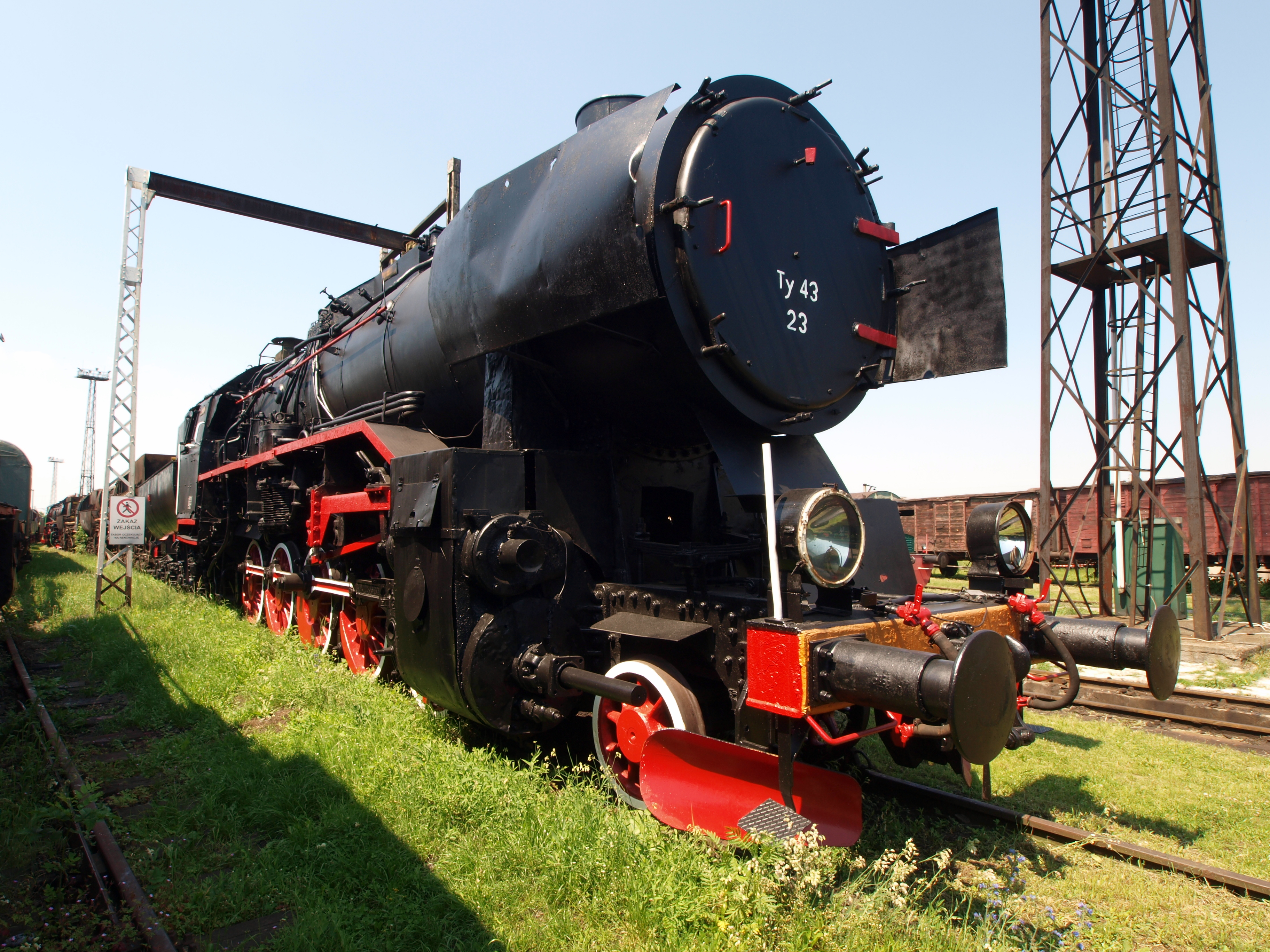
Lokomotiva Ty43-17

Řada Ty43 je řada normálněrozchodných parních lokomotiv, které provozovaly polské dráhy PKP. Jedná se o část strojů, které byly vyráběny v letech 1946 až 1949 v továrně v HCP, v Poznani. Tažná síla lokomotivy Ty43 se vyvíjela během jejího zavádění do provozu, až dosáhla více než 17 000 kg. Lepší stupeň spalování uhlí umožnil lokomotivě táhnout náklad vážící až 620 tun při rychlosti 80 km/h nebo 1700 tun rychlostí 50 km/h. V horských oblastech ve stoupání 20 °Ltd. mohla lokomotiva ještě táhnout, ale jen náklad asi 190 tun při maximální rychlosti 40 km/h. Často byla využívána v zápřahu do souprav osobních vlaků, v takových případech byla využívána k tahu asi 130 tun při stoupání 25 °Ltd. a přibližné průměrné rychlosti 40 km/h.